# Otwarta treść
Otwarta treść (ang. open content; także wolna lub otwarta dokumentacja, free documentation, open documentation) – dowolny rodzaj pracy twórczej publikowany i licencjonowany w sposób umożliwiający licencjobiorcy szeroki zakres swobody postępowania z przedmiotem licencji. Otwarta treść bywa uznawana za zbiór utworów rozpowszechnionych w sposób korzystniejszy dla użytkowników niż ma to miejsce w ramach dozwolonego użytku. „Otwartość” lub „wolność” nie oznaczają braku ograniczeń korzystania z utworu, gdyż autorzy zrzekają się tylko pewnych praw. Wymagane bywa na przykład podanie pierwotnych autorów (por. autorskie prawa osobiste) lub obowiązuje zakaz „zamknięcia” dokumentacji.

## Uzupełnienie definicji
Aby utwór spełniał kryteria otwartej treści, konieczne jest przekazanie licencjobiorcy:
- wolności wykorzystywania utworu i czerpania korzyści z jego używania,
- wolności poznawania utworu i stosowania nabytej w ten sposób wiedzy,
- wolności tworzenia i rozpowszechniania kopii informacji lub utworu, w całości lub we fragmentach,
- wolności wprowadzania zmian i poprawek oraz rozpowszechniania utworów pochodnych[2].

Posługiwanie się pojęciem „wolności” zamiast pojęcia „uprawnienia” uzasadnione jest historycznym związkiem ruchu otwartej treści z działaniami podejmowanymi przez Richarda Stallmana i pojęciem wolnego oprogramowania. Samo pojęcie „otwarta treść” zostało ukute przez analogię do otwartego oprogramowania.
Tak jak otwarte oprogramowanie jest często określane jako „wolne oprogramowanie”, tak otwarta treść jest też określana jako „wolna dokumentacja”. Stosowanie jednej lub drugiej nazwy może zależeć od skojarzenia z ideami ruchu wolnego lub otwartego oprogramowania, często jednak stosowane są wymiennie. Posługiwanie się samym tylko określeniem „wolna dokumentacja” może być jednak mylące, ponieważ o ile w przypadku licencji GFDL pierwotnym celem było tworzenie dokumentacji, podręczników, które mogą być rozwijane i aktualizowane przez kolejnych autorów, o tyle licencje Creative Commons czy Free Art License odnosić się mogą już do twórczości artystycznej, muzyki, literatury, fotografii.

## Otoczenie prawne, licencje
Skuteczność przekazania utworu do zasobów otwartych treści zależy od właściwego wyboru umowy licencyjnej.
Cechy licencji otwartych są dostrzegalne w klauzuli zastosowanej w Creative Commons, sformułowanej jako: „pewne prawa zastrzeżone” (ang. some rights reserved), pozostającej w opozycji do typowej klauzuli „wszelkie prawa zastrzeżone”. Również samo nazewnictwo klauzuli Copyleft wskazuje odmienność od licencji Copyright.
Otwarta treść umożliwia twórcom skuteczne przekazanie szerokiego zakresu uprawnień do własnego utworu w sposób zgodny z prawem i prowadzący do minimalizowania ewentualnych negatywnych konsekwencji prawnych zarówno dla licencjodawcy, jak i licencjobiorców. Proces kształtowania odpowiednich umów licencyjnych, choćby z racji istnienia wielu wersji językowych oraz funkcjonowania w różnych porządkach prawnych, może być permanentny, przez co typową dla nich cechą stało się ich numerowanie, (przypominające „wersjonowanie” stosowane przy tworzeniu oprogramowania) oraz zawierana w nich klauzula prowadząca do objęcia utworu zarówno wersją wybraną przez autora, jak i wersjami następnymi danej licencji.
Ze względu na specyficzne konsekwencje prawne udzielenia tzw. otwartej licencji (np. klauzule dotyczące możliwości późniejszego odmiennego rozporządzania przedmiotem licencji przez licencjodawcę), w przypadku otwartej treści konieczne jest upowszechnianie świadomości prawnej i wiedzy o licencjach zarówno wśród potencjalnych licencjodawców, jak i pośród w większości wypadków anonimowych licencjobiorców.
W celu zapewnienia trwałości powiązania utworu z przekazanymi przez autora prawami dysponowania nim, również w odniesieniu do utworów zależnych, w licencjach stosowana jest szczególna klauzula Copyleft. W wyniku jej zastosowania również modyfikacje (opracowania) utworów pierwotnych, powstałe na podstawie i w granicach określonej wolnej licencji, mogą być rozpowszechniane wyłącznie przy użyciu takiej samej licencji, która była podstawą do wykonywania praw zależnych. Ta klauzula, zwana „wirusową”, stanowi akceptowalne przez zwolenników otwartej treści ograniczenie swobodnego dysponowania dziełem. Zastosowanie omawianej klauzuli stanowi realizację oczekiwania autorów, aby utwór powstały w istotnym zakresie dzięki otwartemu dostępowi do utworu pierwotnego, sam był udostępniony na zasadach identycznych, bądź podobnych, jak utwór pierwotny. Klauzula ta nie jest jednak wymagana dla uznania danej licencji za otwartą, a utworu objętego licencją za stanowiący otwartą treść.

## Otwarta treść a domena publiczna
Istotą otwartej twórczości jest to, że zapewnienie wolności koniecznych dla otwartego dostępu do utworu następuje w wyniku czynności prawnej autora. Jednak w przypadku polskiego prawa autorskiego przejście praw autorskich do domeny publicznej nie może być skutkiem czynności rozporządzającej. Przejście to następuje jedynie po upływie czasu określonego w ustawie.

## Informacje dodatkowe
Przykładem działań promujących otwartą treść jest projekt Creative Commons, który zajął miejsce zakończonego 30 czerwca 2003 projektu o nazwie OpenContent.
W 2006 rozpoczęto prace nad wspólną dla wielu projektów, spójną definicją wolnych treści. Ich efektem jest opublikowana w 2007 Definicja Wolnych Dóbr Kultury.